# Anti Slip Regulator
Anti Slip Regulator (ASR) este un sistem de control al tracțiunii (TCS) este de obicei (dar nu neapărat) o funcție secundară a sistemului antiblocare la frânare pe vehicule de producție (ABS), și este proiectat pentru a preveni pierderea tracțiunii la roțile motoare, și să mențină, prin urmare,controlul vehiculului atunci când acceleratia excesiv se aplică de către conducătorul auto și starea suprafeței drumului (din cauza unor factori variabili) nu este în măsură să facă față cu cuplul aplicat.
Pentru motoarele cu cuplu motor ridicat, sistemul de control al tracțiunii oferă un confort și o siguranță suplimentară, în special pe un carosabil cu aderență scăzută la roți. Sistemul de control al tracțiunii permite pornirea și accelerarea armonioasă fără răsucirea în gol a roților sau apariția unui decalaj lateral, indiferent de viteză. Sistemul de control al tracțiunii funcționează numai împreună cu accelerația controlată electronic și valorifică senzorii de turație a roților corespunzători sistemelor anti-blocare (ABS). În cazul în care se constată o creștere bruscă a turației la nivelul unei roți motoare (alunecare), sistemul acționează asupra motorului, reduce puterea propulsorului și evită apariția acestui efect. Sistemul de control al tracțiunii asigură tracțiunea și stabilitatea de rulare pe parcursul etapei de accelerare la orice viteză și susține în acest mod siguranța activă. În mod suplimentar permite reducerea gradului de uzură a anvelopelor.
Activarea sistemului de control al tracțiunii este indicată prin intermediul unui led care luminează intermitent la nivelul instrumentului de bord, include sistemul de blocare electronică a diferențialului (EDS) și face parte din sistemul electronic de control al traiectoriei (ESP). Dezactivarea sistemului de control al tracțiunii este posibilă prin intermediul comutatorului ESP OFF. 